# Vela ai XIV Giochi del Mediterraneo
Le competizioni relative alla vela ai XIV Giochi del Mediterraneo si sono svolte a Tunisi.
Per questo sport sono state organizzate le seguenti prove:
- 470 (maschile e femminile)
- Laser (maschile e femminile)
- Mistral (maschile e femminile)

per un totale di 6 medaglie d'oro messe in palio.

## Podi

### Uomini
| Evento  | Oro                                | Perform. | Argento                           | Perform. | Bronzo                                          | Perform. |
| Laser   | Diego Negri                        | 23.0     | Mate Arapov                       | 25.0     | Vasilij Žbogar                                  | 25.0     |
| 470     | Italia Gabrio Zandona Andrea Trani | 18.0     | Turchia Selim Kakis Kaan Ozgonenc | 21.0     | Francia Nicolas Charbonnier Stephane Christidis | 27.0     |
| Mistral | Francia Julien Bontemps            | 11.0     | Spagna Ivan Pastor Lafuente       | 39.0     | Francia Alex Guayder                            | 40.0     |

### Donne
| Evento  | Oro                                      | Perform. | Argento                                 | Perform. | Bronzo                                 | Perform. |
| Mistral | Alessandra Sensini                       | 13.0     | Lise Vidal                              | 15.0     | Eugenie Raffin                         | 30.0     |
| Laser   | Italia Larissa Nevierov                  | 14.0     | Francia Sophie De Turckheim             | 18.0     | Spagna Alicia Cebrian                  | 27.0     |
| 470     | Francia Ingrid Petit Jean Nadege Douroux | 13.0     | Francia Anne Claire Le Berre Marie Riou | 20.0     | Grecia Dimitra Mylona Aliki Kourkoulou | 22.0     |

## Medagliere
| Posizione | Paese    |   |   |   | Totale |
| --------- | -------- | - | - | - | ------ |
| 1         | Italia   | 4 | 0 | 0 | 4      |
| 2         | Francia  | 2 | 3 | 3 | 8      |
| 3         | Spagna   | 0 | 1 | 1 | 2      |
| 4         | Croazia  | 0 | 1 | 0 | 1      |
|           | Turchia  | 0 | 1 | 0 | 1      |
| 6         | Grecia   | 0 | 0 | 1 | 1      |
|           | Slovenia | 0 | 0 | 1 | 1      |
| Totale    | Totale   | 6 | 6 | 6 | 18     |